# Route 5 (Chili)
Pour les articles homonymes, voir Route 5.
La Route 5 au Chili constitue l'artère principale de ce pays. Longue de 3 364 km elle relie au nord Arica à la frontière  avec le Pérou à Quellón au sud dans la Région des Lacs. La Route 5 traverse 13 des 15 régions du Chili. Au nord elle est tracées dans un paysage de plaines avant de franchir le désert d'Atacama. Elle se fraye ensuite un chemin entre vallées et montagnes dans les régions centrales, les plus peuplées du Chili, avant de pénétrer dans des régions couvertes de forêts et de prairies plus au sud jusqu'à la ville de Puerto Montt. La route 5 fait partie de la  Route panaméricaine qui traverse du nord au sud le continent américain.